# Вилађо Батисти
Вилађо Батисти је насеље у Италији у округу Калтанисета, региону Сицилија.
Према процени из 2011. у насељу је живело 82 становника. Насеље се налази на надморској висини од 467 м.